# Euxoa spectanda
Euxoa spectanda là một loài bướm đêm trong họ Noctuidae.